# ناجح بكيرات
ناجح داود بكيرات "أبو مالك" إمام وخطيب إسلامي مقدسي فلسطيني، يشغل منصب نائب مدير عام الأوقاف الإسلامية في القدس ورئيس أكاديمية الأقصى للعلوم والتراث كما كان مديرًا لمديرية المسجد الأقصى المبارك.

## حياته
وُلد ناجح بكيرات في قرية صور باهر جنوب شرق مدينة القدس في 27 يونيو 1958. تلقى تعليمه المدرسي الأساسي والإعدادي في مدارس صور باهر، وتعليمه الثانوي في مدرسة دار الأيتام الإسلامية في القدس. التحق عام 1976 بالمعهد الشرعي بالمسجد الأقصى وحصل على درجة الدبلوم عام 1978 في الشريعة الإسلامية.
حصل على درجة البكالوريوس في الشريعة الإسلامية من كلية الدعوة وأصول الدين في القدس التابعة لجامعة القدس في عام 1996، ولاحقًا حصل على درجة الماجستير بعد رسالته عن مساجد يافا، ثم حصل على درجة الدكتوراه في تاريخ القدس من جامعة الزيتونة التونسية.
منذ عام 2001 تم منعه 23 مرة واحتجز 13 مرة. وفي نوفمبر 2020، منعت شرطة الاحتلال بكيرات من دخول المسجد الأقصى لمدة ستة أشهر.
في 8 ديسمبر 2023، وخلال الحرب الإسرائيلية على قطاع غزة، اعتقلت بكيرات من قرية دار صلاح بمحافظة بيت لحم، مكان سكنه الجديد بعد إبعاده خارج القدس في يوليو 2023 وذلك بتهمة الانتماء لمنظمة إرهابية والتأثير في المجتمع المقدسي ومددت محكمة إسرائيلية اعتقاله لمدة 5 أيام.